# 原子力環境整備促進・資金管理センター
公益財団法人原子力環境整備促進・資金管理センター（げんしりょくかんきょうせいびそくしん・しきんかんりセンター、英: Radioactive Waste Management Funding and Research Center）は、放射性廃棄物処分に関わる調査研究と資金管理を行う団体。略称は「原環センター」。

## 概要
- 所在地 - 〒104-0044 東京都中央区明石町6番4号　ニチレイ明石町ビル12階
- 理事長 - 髙橋彰
- 所管官庁 - 内閣府（公益財団法人移行前は経済産業省）

## 沿革
- 1976年10月 - 財団法人原子力環境整備センター設立。低レベル放射性廃棄物の陸地および海洋処分に関する研究を開始する。
- 2000年 - 高レベル放射性廃棄物処分に関する研究を本格化する。
- 2000年11月 - 財団法人原子力環境整備促進・資金管理センターに名称変更、放射性廃棄物の最終処分に関する資金管理業務を開始する。
- 2005年10月 - 使用済燃料の再処理に関する資金管理業務を開始する。
- 2007年9月 - 東京都中央区月島1丁目15番7号へ事務所を移転。
- 2010年2月 - 公益財団法人に移行。
- 2017年9月 - 東京都中央区明石町6番4号へ事務所を移転[1]。

## 業務内容

### 調査研究業務
低レベル・高レベル放射性廃棄物及びTRU廃棄物処分についての地質・海洋環境や処分技術に関する調査研究、パンフレットやワークショップによる広報活動を行う。

### 資金管理業務
2000年10月より特定放射性廃棄物の最終処分に関する法律に基づき、同法の指定法人として、原子力発電環境整備機構による放射性廃棄物の最終処分に関する資金管理業務を行う。2005年からは、原子力発電における使用済燃料の再処理等のための積立金の積立て及び管理に関する法律に基づく資金管理法人として、再処理等積立金の管理等を行う。これらは「最終処分資金管理特別会計」「再処理等資金管理特別会計」として、一般会計とは区分される。再処理の積立てに関しては原子力発電における使用済燃料の再処理等のための積立金の積立て及び管理に関する法律の原子力発電における使用済燃料の再処理等の実施に関する法律への改正に伴い、2016年10月設立の使用済燃料再処理機構に拠出するという形に改められた。